# Phyllodactylus interandinus
Phyllodactylus interandinus (листопалий гекон андійський) — вид геконоподібних ящірок родини Phyllodactylidae. Ендемік Перу.

## Поширення і екологія
Андійські листопалі гекони поширені в долинах річок Кахамарка, Чінчіпе, Мараньйон і Уткубамба на півночі Перуанських Анд, в регіонах Кахамарка і Амазонас. Вони живуть в сухих широколистяних тропічних лісах в долинах річок.